# Peperomia metallica
Espèce
Classification phylogénétique
Peperomia metallica est une espèce de plantes à fleurs de la famille des Piperacées originaire du Pérou.